# Чемпионат мира по стрельбе по движущейся мишени 2012
Чемпионат мира по стрельбе по движущейся мишени прошёл в 2012 году в Стокгольме (Швеция).

## Общий медальный зачёт
| Место | Страна    | Золото | Серебро | Бронза | Всего |
| ----- | --------- | ------ | ------- | ------ | ----- |
| 1     | Финляндия | 7      | 4       | 3      | 14    |
| 2     | Украина   | 5      | 6       | 9      | 20    |
| 3     | Китай     | 4      | 2       | 0      | 6     |
| 4     | Россия    | 3      | 4       | 9      | 16    |
| 5     | Чехия     | 3      | 0       | 1      | 4     |
| 6     | Венгрия   | 1      | 2       | 2      | 5     |
| 7     | Польша    | 1      | 1       | 0      | 2     |
| 8     | Швеция    | 0      | 3       | 0      | 3     |
| 9     | Германия  | 0      | 2       | 0      | 2     |

## Медалисты

### Мужчины
| Дисциплина                                        | Золото                                                       | Серебро                                                                | Бронза                                                                 |
| ------------------------------------------------- | ------------------------------------------------------------ | ---------------------------------------------------------------------- | ---------------------------------------------------------------------- |
| Движущиеся мишени, 50 м                           | Лукаш Чапла (Польша)                                         | Эмиль Мартинссон (Швеция)                                              | Дмитрий Романов (Россия)                                               |
| Движущиеся мишени, 50 м (команды)                 | Россия · Максим Степанов · Дмитрий Романов · Михаил Азаренко | Швеция · Эмиль Мартинссон · Миклас Бергстрём · Рикард Юханссон         | Украина · Владислав Прянишников · Андрей Гильченко · Александр Зиненко |
| Движущиеся комбинированные мишени, 50 м           | Йожеф Шике (Венгрия)                                         | Эмиль Мартинссон (Швеция)                                              | Кристер Холмберг (Финляндия)                                           |
| Движущиеся комбинированные мишени, 50 м (команды) | Чехия · Мирослав Януш · Бедржих Йонаш · Йозеф Никл           | Украина · Владислав Прянишников · Андрей Гильченко · Александр Зиненко | Россия · Максим Степанов · Дмитрий Романов · Александр Блинов          |
| Движущиеся мишени, 10 м                           | Дмитрий Романов (Россия)                                     | Лукаш Чапла (Польша)                                                   | Ласло Борош (Венгрия)                                                  |
| Движущиеся мишени, 10 м (команды)                 | Чехия · Мирослав Януш · Бедржих Йонаш · Йозеф Никл           | Украина · Владислав Прянишников · Андрей Гильченко · Егор Чирва        | Россия · Максим Степанов · Дмитрий Романов · Александр Блинов          |
| Движущиеся комбинированные мишени, 10 м           | Йозеф Никл (Чехия)                                           | Ласло Борош (Венгрия)                                                  | Михаил Азаренко (Россия)                                               |
| Движущиеся комбинированные мишени, 10 м (команды) | Россия · Максим Степанов · Дмитрий Романов · Михаил Азаренко | Украина · Владислав Прянишников · Андрей Гильченко · Егор Чирва        | Чехия · Мирослав Януш · Бедржих Йонаш · Йозеф Никл                     |

### Женщины
| Дисциплина                                        | Золото                              | Серебро                                                    | Бронза                                                                 |
| ------------------------------------------------- | ----------------------------------- | ---------------------------------------------------------- | ---------------------------------------------------------------------- |
| Движущиеся мишени, 10 м                           | Ян Цзэн (Китай)                     | Ли Сюэянь (Китай)                                          | Ирина Измалкова (Россия)                                               |
| Движущиеся мишени, 10 м (команды)                 | Китай · Ян Цзэн · Ли Сюэянь · Су Ли | Россия · Ольга Степанова · Ирина Измалкова · Юлия Эйдензон | Украина · Галина Авраменко · Виктория Рыбовалова · Анастасия Савельева |
| Движущиеся комбинированные мишени, 10 м           | Су Ли (Китай)                       | Ли Сюэянь (Китай)                                          | Галина Авраменко (Украина)                                             |
| Движущиеся комбинированные мишени, 10 м (команды) | Китай · Ян Цзэн · Ли Сюэянь · Су Ли | Россия · Ольга Степанова · Ирина Измалкова · Юлия Эйдензон | Украина · Галина Авраменко · Виктория Рыбовалова · Анастасия Савельева |

### Юниоры
| Дисциплина                                        | Золото                                                         | Серебро                                                        | Бронза                                                         |
| ------------------------------------------------- | -------------------------------------------------------------- | -------------------------------------------------------------- | -------------------------------------------------------------- |
| Движущиеся мишени, 50 м                           | Александр Мошненко (Украина)                                   | Яни Суоранта (Финляндия)                                       | Сами Хейккиля (Финляндия)                                      |
| Движущиеся мишени, 50 м (команды)                 | Украина · Александр Мошненко · Владлен Онопко · Станислав Лось | Финляндия · Яни Суоранта · Сами Хейккиля · Хейкки Лахдекорпи   | Россия · Дмитрий Шагалин · Денис Эргашов · Иван Серебряков     |
| Движущиеся комбинированные мишени, 50 м           | Хейкки Лахдекорпи (Финляндия)                                  | Яни Суоранта (Финляндия)                                       | Сами Хейккиля (Финляндия)                                      |
| Движущиеся комбинированные мишени, 50 м (команды) | Финляндия · Яни Суоранта · Сами Хейккиля · Хейкки Лахдекорпи   | Россия · Дмитрий Шагалин · Денис Эргашов · Иван Серебряков     | Украина · Александр Мошненко · Владлен Онопко · Станислав Лось |
| Движущиеся мишени, 10 м                           | Сами Хейккиля (Финляндия)                                      | Александр Мошненко (Украина)                                   | Владлен Онопко (Украина)                                       |
| Движущиеся мишени, 10 м (команды)                 | Финляндия · Яни Суоранта · Сами Хейккиля · Хейкки Лахдекорпи   | Украина · Александр Мошненко · Владлен Онопко · Станислав Лось | Россия · Дмитрий Шагалин · Константин Селин · Иван Серебряков  |
| Движущиеся комбинированные мишени, 10 м           | Сами Хейккиля (Финляндия)                                      | Яни Суоранта (Финляндия)                                       | Владлен Онопко (Украина)                                       |
| Движущиеся комбинированные мишени, 10 м (команды) | Финляндия · Яни Суоранта · Сами Хейккиля · Хейкки Лахдекорпи   | Россия · Дмитрий Шагалин · Константин Селин · Иван Серебряков  | Украина · Александр Мошненко · Владлен Онопко · Станислав Лось |

### Юниорки
| Дисциплина                                        | Золото                                                         | Серебро                                                      | Бронза                                                       |
| ------------------------------------------------- | -------------------------------------------------------------- | ------------------------------------------------------------ | ------------------------------------------------------------ |
| Движущиеся мишени, 10 м                           | Алёна Чеховская (Украина)                                      | Вероника Майор (Венгрия)                                     | Мария Крамар (Украина)                                       |
| Движущиеся мишени, 10 м (команды)                 | Украина · Алёна Чеховская · Катерина Гаврюшенко · Мария Крамар | Россия · Оксана Соколова · Анна Юшкова · Александра Эйдензон | Германия · Натали Долс · Сара Поммерин · Нина Даннер         |
| Движущиеся комбинированные мишени, 10 м           | Микаэла Кварнстром (Швеция)                                    | Алёна Чеховская (Украина)                                    | Вероника Майор (Венгрия)                                     |
| Движущиеся комбинированные мишени, 10 м (команды) | Украина · Алёна Чеховская · Катерина Гаврюшенко · Мария Крамар | Германия · Натали Долс · Сара Поммерин · Нина Даннер         | Россия · Оксана Соколова · Анна Юшкова · Александра Эйдензон |